# ياد إلياهو

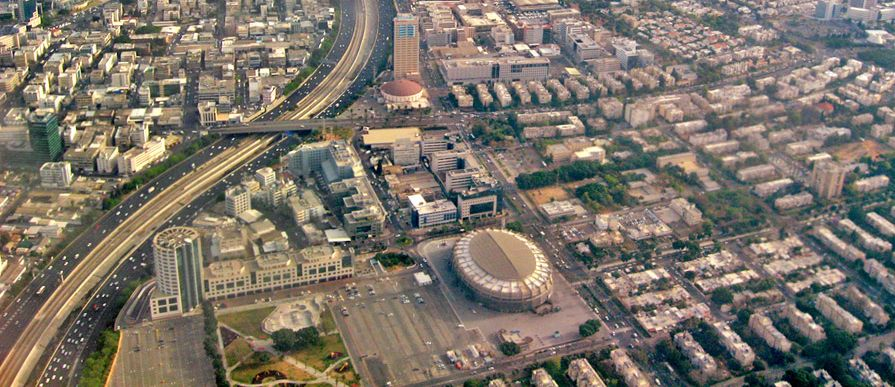
منظر جوي لحي ياد إلياهو

ياد إلياهو (بالعبرية: יד אליהו‏) هو حي في شرق تل أبيب في إسرائيل .
تأسست ياد إلياهو عام 1929. وسمي على اسم زعيم الهاغاناه إلياهو غولومب. وتم تطويره وفقًا للخطط التي وضعها يعقوب بن سيرا، مهندس بلدية تل أبيب.  وأصبح الحي موقعًا لإقامة مشاريع إسكان للجنود السابقين بعد الحرب العالمية الثانية. 
ويقع به إستاد مينورا ميفتاخام، وهو مقر فريق مكابي تل أبيب لكرة السلة.

## سكان بارزون
- إيلانا ديان
- شولاميت لابيد
- ياكوف عميدرور
- موشيه مايا [3]
- أنيتا شابيرا
- داني دايان